# Philokles (Zeitschrift)
Philokles. Zeitschrift für populäre Philosophie ist eine deutschsprachige Zeitschrift für populäre Philosophie.

## Profil
Die Zeitschrift Philokles möchte interdisziplinäre Diskussionen zu philosophischen Fragen einer breiten, auch nicht-wissenschaftlichen Leserschaft zugänglich machen. Sie stellt sich damit in die Tradition der Popularphilosophie des 18. Jahrhunderts und beansprucht für sich, „offen, undogmatisch und keiner Schule oder Lehrmeinung verpflichtet“ zu sein.
Die Zeitschrift erscheint in loser Folge jährlich; die letzten Ausgaben erfolgten 2015, 2017, 2019 und 2020. Die einzelnen Hefte enthalten neben Artikeln, Interviews und Diskussionen auch Rezensionen und Leseproben zu je einem thematischen Schwerpunkt.
Die Zeitschrift Philokles wird von dem an der Universität Leipzig beheimateten Verein Ethos – Verein für Ethik und Philosophie herausgegeben. In der Redaktion arbeiten Johann Gudmundsson, Falk Hamann, Peter Heuer, Christian Kietzmann, Christiane Turza und Peter Wiersbinski.
Die Hefte lassen sich als gedruckte Exemplare für eine Schutzgebühr bestellen, stehen aber auch zum Download zur Verfügung.
Seit 2001 werden Beihefte herausgegeben.